# Гунба, Бадра Зурабович
Ба́дра Зура́бович Гу́нба (абх. Бадра Зураб-иԥа Гәынба; род. 14 августа 1981, Сухуми, Абхазская АССР, Грузинская ССР, СССР) — абхазский политический и государственный деятель. Президент Республики Абхазия со 2 апреля 2025 года. Вице-президент Республики Абхазия с 23 марта 2020 по 2 апреля 2025 года. Кандидат экономических наук.

## Биография
Родился 14 августа 1981 года в городе Сухуми (ныне Сухум), где в 1998 году окончил среднюю школу № 20.
В 2003 году окончил Саратовский государственный аграрный университет им. Н. И. Вавилова, по специальности бухгалтерский учёт и аудит.
В декабре 2003 года был принят на должность ведущего специалиста отдела финансирования социальной сферы и аппарата управления в комитете по финансам администрации г. Саратова.
С августа 2004 по февраль 2006 года занимал различные должности в финансовом отделе Октябрьского района Администрации г. Саратова. В 2005 году присвоен квалификационный разряд — младший муниципальный советник III класса.
В феврале 2007 года в Саратове защитил кандидатскую диссертацию по специальности «Экономика и управление народным хозяйством» на тему: «Экономическое регулирование соразмерности производства и потребления сельскохозяйственной продукции на региональном продовольственном рынке: на примере Саратовской области».
С апреля по июнь 2007 года ведущий специалист сектора сводного планирования сводно-аналитического управления комитета по финансам Администрации г. Саратова.
С сентября 2007 по 30 января 2009 года работал референтом по правовым вопросам Кабинета Министров Республики Абхазия.
30 января 2009 года назначен заместителем министра культуры Республики Абхазия.
С 13 октября 2011 по 15 октября 2014 года был в должности министра культуры Республики Абхазия.
С 23 марта 2020 по 2 апреля 2025 года занимал пост вице-президента Республики Абхазия.
С 19 ноября 2024 по 3 марта 2025 года был исполняющим обязанности президента Республики Абхазия после того, как Аслан Бжания ушёл в отставку после протестов.
1 марта 2025 года победил на выборах президента Абхазии, набрав 54,73 % голосов, в то время как его соперник Адгур Ардзинба набрал 41,54 % голосов. 3 марта 2025 года ЦИК Абхазии утвердил результаты президентских выборов.
2 апреля 2025 года Бадра Гунба официально вступил в должность президента.

## Семья
Женат, отец двух детей.

## Труды
- Экономическое регулирование соразмерности производства и потребления сельскохозяйственной продукции на региональном продовольственном рынке: на примере Саратовской области. Саратов, 2007[2].